# Hacienda El Paraíso
L'Hacienda El Paraíso est une maison-musée située dans la municipalité colombienne d'El Cerrito. Elle est connue pour être la scène du roman María de Jorge Isaacs.

## Historique
La maison est construite par Víctor Cabal, ancien alcade de Cali, entre 1816 et 1828. Le père de Jorge Isaacs, George Henry Isaacs Adolfus, rachète l'hacienda le 20 juin 1854.
L'hacienda El Paraíso acquiert le statut de monument national via la résolution no 1640 du 24 novembre 2004.